# Ахметський муніципалітет
Ахметський муніципалітет (груз. ახმეტის მუნიციპალიტეტი, axmet'is municipʼalitʼetʼi) — муніципалітет в Грузії, що входить до складу краю (мхаре) Кахетії. Знаходиться на сході Грузії, на території історичної області Тушеті і на північному заході краю Кахетія. Адміністративний центр — Ахмета.
З півночі межує з Чечнею (Росія), на сході — з Дагестаном (Росія). Муніципалітет географічно розділений на дві частини Головним Кавказьким хребтом — північну і південну. Таким чином, район одночасно знаходиться і в Європі і в Азії, якщо вважати Головний Кавказький хребет кордоном Європи.

## Населення
Станом на 1 січня 2014 чисельність населення муніципалітету склала 31 461 мешканців.
| 1989     | 2002     | 2014     | 2021     |
| -------- | -------- | -------- | -------- |
| → 42 254 | ↘ 41 000 | ↘ 31 461 | ↘ 28 900 |